# Родосто
Родосто или Текирдаг (на турски: Tekirdağ, произнасяно Текирдаа, на гръцки: Ραιδεστός, Редестос) е град в Република Турция, Източна Тракия, на 19-то място по големина в страната, разположен на северния бряг на Мраморно море на 135 километра западно от Истанбул. 
Градът е административен център на вилаета Родосто. Населението му е около 205 001 жители (2019).

## История
Градът е основан през Архаичната епоха от гръцки колонисти от остров Самос, които му дават името Бизанте (Βισάνθη). В автобиографичната книга "Анабазис" ("Отстъплението на Десетте хиляди") на гръцкия философ и пълководец Ксенофонт, той е споменат като владение на тракийския цар Севт II, който предлага на Ксенофонт „най-хубавата от крепостите ми край морето“ като възнаграждение за наемническите му услуги. Много автори смятат, че планината, обграждаща от север залива на Родосто (днешната планина Текирдаг) е прочутата Свещена планина на траките (Άγιον Όρος), за която говорят много антични автори.
С името Родосто (Ρωδοστο) и по-популярното Редестос (Ραιδεστός) градът е наричан от византийците. Византийският писател Прокопий Кесарийски пише, че император Юстиниан Велики в VI век възстановява и огражда със стени пострадалия от варварските нашествия град Редестос, който „има добро пристанище за морски дела“. През XI – XII в.  Родосто има обширна градска площ, непрекъснато следващи полета и многобройни лозя.
В 813 градът е превзет и разграбен от българския хан Крум, а през 1206 градът е завзет и разграбен от войските на цар Калоян, но скоро е възстановен.
През Османския период градът е наречен Текфур даг (Tekfur Dağ) – от турската дума „Текфур“, означаваща византийски император. В разговорния турски език името постепенно се променя на Текир даг – „Сива планина“ и това име е прието за официално след създаването на Република Турция. Родосто години наред е основното пристанище на Одринския вилает, но с построяването на железопътната линия от Одрин до Дедеагач градът започва да запада. 
В града от 1720 до смъртта си в 1735 живее в изгнание унгарският патриот Ференц II Ракоци и къщата му – архитектурен паметник от XVII век, е превърната в музей, който става собственост на унгарското правителство и е често посещаван обект от унгарски туристи, заедно с църквата „Света Богородица Ревматократиса“, в която са погребани унгарските революционери, избягали в Родосто със своя лидер.
В края на XIX – началото на XX век Родосто има изключително пъстър етнически състав – турци, гърци, българи, арменци, евреи. През 1831 г. Кепел пише, че вижда в Родосто гърци и арменци с осакатени уши и носове и описва примитивна бесилка, на която трима гърци са обесени за убийство и кражба. В града е имало много българи. Така абаджийският еснаф в града се състоял изцяло от българи. Според П. Карапетров през 1878 повечето от половината на жителите му са гърци, смесени с погърчени българи, а останалите са турци, няколко арменци и евреи.
При избухването на Балканската война в 1912 г. 21 души от Родосто са доброволци в Македоно-одринското опълчение. По време на нея градът е превзет от българската армия на 23 октомври 1912 г. При мирните преговори с Османската империя България се опитва да получи Родосто като важно пристанище на Мраморно море и настоява за граница в Тракия по линията Мидия – Родосто. Тези стремежи на българската дипломация срещат съпротивата на Русия, която разглежда Родосто като част от хинтерланда на Цариград, който рано или късно трябва да бъде присъединен към Русия. Родосто е повторно завладян от турски башибозук на 1 юли 1913 г. след избухването на Междусъюзническата война и голяма част от християнското население – арменци и гърци са принудени да го напуснат.  През 1919 г. Родосто по Севърския договор заедно с почти цяла Източна Тракия попада в Гърция, но след неуспешния за Гърция край на Гръцко-турската война е върнат на Турция и цялото му християнско население го напуска. Гръцки бежанци от Родосто основават на Халкидическия полуостров на юг от Солун селището Неа Редестос, тоест Ново Родосто.

## Побратимени градове
- Кърджали, България
- Сливен, България, от 1998 г.

## Сътрудничество
- Стара Загора, България

## Личности
Родени в Родосто
- Абрам Агопов (Агупов), 30-годишен, македоно-одрински опълченец, неграмотен, Сярска чета[4]
- Агоп Осепиян (1892 – ?), македоно-одрински опълченец, 4 рота на 9 велешка дружина[5]
- Агоп Апрям, македоно-одрински опълченец, 15 щипска дружина[6]
- Анри Верней (Ашод Малакян) (1920 – 2002), френски кинорежисьор
- Антим Анастасиадис, гръцки духовник
- Барсег Канахян (1888 – 1967), арменски композитор
- Григор Абрамян, 24-годишен, ІІ клас, македоно-одрински опълченец, 12 лозенградска дружина[7]
- Давид Барокас (1905 – 1978), лидер на сефарадските евреи
- Евстрати (Истрати) Ангелов, македоно-одрински опълченец, 23-годишен, дърводелец, ІІІ отделение, 3 рота на 9 велешка дружина[8]
- Неофит Константинидис (1827 – 1917), гръцки духовник[9]
- Саркис Мухибян (1921 – 1981), български драматичен и филмов артист

Починали в Родосто
- Георги Григориев, български военен деец, подпоручик, загинал през Балканската война[10]
- Микеш Келемен (1690 – 1771), унгарски писател
- Ференц II Ракоци (1676 – 1735), унгарски революционер

Други